# Envigado
Envigado ist eine Gemeinde (municipio) im Departamento Antioquia in Kolumbien. Sie grenzt direkt an Medellín, die Hauptstadt Antioquias, und gehört seit 2016 zur offiziellen Metropolregion Valle de Aburrá.

## Geographie
Envigado liegt auf einer Höhe von ungefähr 1575 m ü. NN. An die Stadt grenzen im Norden Medellín, im Osten Rionegro und Retiro, im Westen Itagüí und Sabaneta und im Süden Retiro und Caldas.

## Bevölkerung
Die Gemeinde Envigado hat 249.800 Einwohner, von denen 241.863 im städtischen Teil (cabecera municipal) der Gemeinde leben. In der Metropolregion Valle de Aburrá leben insgesamt 4.173.692 Menschen (Stand: 2022).

## Geschichte
Auf dem Gebiet des heutigen Envigado lebte vor der Ankunft der Spanier das indigene Volk der Anaconas. Die Spanier kamen erstmals im August 1541 auf der Suche nach Gold in das Aburrá-Tal. In den Folgejahren vollzog sich eine langsame, ländliche Besiedlung. Eine urbane Besiedlung entstand erst mit der offiziellen Gründung der Gemeinde im Jahr 1775 sowie mit der Gründung der ersten Kirchengemeinde Santa Gertrudis.

## Wirtschaft
In Envigado hat der Automobil- und Nutzfahrzeughersteller Sociedad de Fabricación de Automotores und das lateinamerikanische Lebensmitteleinzelhandelsunternehmen Grupo Éxito ihren Unternehmenshauptsitz.

## Verkehr
Envigado ist angeschlossen an das Metronetz Medellíns.

## Sport
In Envigado ist der Fußballverein Envigado FC ansässig, der bereits zwei Mal die kolumbianische zweite Liga gewinnen konnte und aktuell seit 2008 wieder in der ersten Liga spielt, in der er bereits vorher mehrere Jahre spielte. Der Verein trägt seine Heimspiele im Estadio Polideportivo Sur aus. Envigado war ein Austragungsort verschiedener Wettkämpfe der Südamerikaspiele, die 2010 in Medellín veranstaltet wurden.

## Sehenswürdigkeiten
- Benediktinerabtei Santa María de la Asunción im Stadtteil Zúñiga[5]

## Söhne und Töchter der Gemeinde
- Ramón Darío Molina Jaramillo (1935–2018), katholischer Bischof von Montería (1984–2001) und Neiva (2001–2012)
- Sebastián Pérez Cardona (* 1993), Fußballspieler